# Daniela Hadraszek
Daniela Irena Hadraszek (ur. 16 maja 1936 w Gródkach) – polska polityk, posłanka na Sejm PRL IX kadencji.

## Życiorys
Uzyskała wykształcenie niepełne średnie. Od 1953 pracowała w Powiatowym Urzędzie Łączności w Działdowie, później była sprzedawcą w sklepie w Grupie k. Bydgoszczy. Od 1959 prowadziła sklep PSS "Społem" w Kołobrzegu. W 1985 uzyskała mandat posłanki na Sejm PRL IX kadencji. Kandydowała w okręgu Koszalin, była posłanką bezpartyjną. Zasiadała w Komisji Rynku Wewnętrznego i Usług.

## Odznaczenia
- Srebrny Krzyż Zasługi
- Medal 40-lecia Polski Ludowej
- Odznaka "Za zasługi w rozwoju województwa koszalińskiego"